# Greben
Greben (cyr. Гребен) – wieś w Bośni i Hercegowinie, w Republice Serbskiej, w gminie Višegrad. W 2013 roku liczyła 73 mieszkańców.